# Улица Дарвина (Тверь)
У́лица Да́рвина (проезд Дарвина) — улица в Центральном районе города Твери, проходит от площади Капошвара до 4-1 Путейской улицы.

## География
Улица Дарвина является продолжением проспекта Победы, начинается от площади Капошвара и проспекта Чайковского, идёт в северо-западном направлении. Переходит в улицу Спартака.
Общая протяжённость улицы составляет более 1 км.

## История
Часть улицы до пруда (56°50′54″ с. ш. 35°53′50″ в. д.) за современным Дворцом творчества детей и молодёжи исторически существовала как дорога из Твери в Трёхсвятский монастырь (упразднён в конце XIX века, потом разрушен советскими властями). Названия дорога не имела.
В 1744 — 1752 годах вокруг монастыря был разбит регулярный парк, выкопаны пруды, в настоящее время это детский парк за домом Творчества.
В конце 1920-х или в начале 1930-х годов дорога получила название проезда Дарвина .
В 1940-е годы проезд был расширен, выведен до улицы Тимирязева.
В 1968 году были построены жилые пятиэтажки № 2 и 4.
В 1984 году проезду присвоили статус улицы, однако во многих источниках, в том числе официальных, употребляется прежнее наименование.